# Ángela Beyra
Ángela Beyra Matos (31 de mayo de 1952 (72 años) es una botánica y fitogeógrafa cubana, especializada en la familia Fabaceae, con énfasis en el género Pictetia Desarrolla actividades académicas en la "Facultad de Biología", de la Universidad de La Habana. Ha trabajado con el Centro de Investigaciones del Medio Ambiente de Camagüey.

## Algunas publicaciones
- gabriele Volpato, daimy Godínez, Ángela Beyra. 2009. Migration and Ethnobotanical Practices: The Case of Tifey Among Haitian Immigrants in Cuba. Human Ecology 37 (1): 43–53 doi 10.1007/s10745-008-9211-4

- Ángela Beyra, grisel Reyes artiles. 2005. El género Macroptilium (Benth.) Urb. (Leguminosae) en Cuba. Anales del Jardín Botánico de Madrid 62 (2) doi:10.3989/ajbm.2005.v62.i2.21

### Libros
- adelaida Barreto Valdés, Ángela Beyra matos. 1998. Las leguminosas (Fabaceae) de Cuba. Collectanea botanica 24. Ed. Institut Botanic de Barcelona, 332 p.

## Honores
Miembro de
- Sociedad Cubana de Botánica
- Academia de Ciencias de Cuba

- La abreviatura «Beyra» se emplea para indicar a Ángela Beyra como autoridad en la descripción y clasificación científica de los vegetales.[4]